# Rugby Europe U18 Championship 2019
El Rugby Europe U18 Championship del 2019 se disputó en Rusia y fue la decimosexta edición del torneo en categoría M18.

## Equipos participantes
- Selección juvenil de rugby de Alemania
- Selección juvenil de rugby de Bélgica
- Selección juvenil de rugby de España
- Selección juvenil de rugby de Georgia
- Selección juvenil de rugby de Países Bajos
- Selección juvenil de rugby de Portugal
- Selección juvenil de rugby de Rumania
- Selección juvenil de rugby de Rusia

## Resultados

### Cuartos de final
- Los perdedores avanzan a la copa de plata

| 14 de abril | Rusia | 13 - 11 | Rumania |  |  |

| 14 de abril | Georgia | 46 - 0 | Alemania |  |  |

| 14 de abril | España | 37 - 0 | Países Bajos |  |  |

| 14 de abril | Portugal | 28 - 5 | Bélgica |  |  |

### Semifinal de Plata
| 17 de abril | Rumania | 13 - 17 | Alemania |  |  |

| 17 de abril | Países Bajos | 14 - 34 | Bélgica |  |  |

### Semifinales Campeonato
| 17 de abril | Rusia | 10 - 64 | Georgia |  |  |

| 17 de abril | España | 20 - 5 | Portugal |  |  |

### Séptimo puesto
| 20 de abril | Rumania | 12 - 20 | Países Bajos |  |  |

### Quinto puesto
| 20 de abril | Alemania | 26 - 29 | Bélgica |  |  |

### Tercer puesto
| 20 de abril | Rusia | 27 - 38 | Portugal |  |  |

### Final
| 20 de abril | Georgia | 20 - 10 | España |  |  |

| Bandera de Georgia |
| Campeón Georgia    |
| Segundo título     |